# Дубенский, Николай Яковлевич
Никола́й Я́ковлевич Ду́бенский (1822—1892) — русский агроном

.

## Биография
Родился 30 ноября (12 декабря) 1822 года в селе Пятницы-Дубенках Судогодского уезда Владимирской губернии в семье причетника. Начальное образование получил в Горыгорецкой земледельческой школе. После окончания курса в Горыгорецком земледельческом институте занял место преподавателя сельского хозяйства во Владимирской семинарии. Стал одним из первых исследователей природных условий Владимирской губернии.
В 1860 году переехал в Санкт-Петербург, где принял активное участие в усиленной работе над различными вопросами предстоявшей реформы. С первых лет своей деятельности Николай Яковлевич Дубенский был избран членом разных обществ, в том числе и Вольного экономического общества, в котором и сосредоточилась его работа после переезда в Санкт-Петербург. В 1861 году Дубенский был избран А. В. Советовым в помощники редактора «Трудов Общества» и «Экономических Записок».
В начале 1863 года Дубенский перешёл на службу в Департамент уделов и занял место преподавателя в земледельческом удельном училище.
В 1864 году он был командирован в Западный край для устройства крестьянских дел в Минской и Могилёвской губерниях. В Могилевской губернии он был назначен секретарём статистического комитета и редактором «Могилевских губернских ведомостей».
В 1871 году заведовал внутренним отделом «Биржевых ведомостей», затем сотрудничал в разных изданиях Петербурга и Москвы.
Умер 30 ноября (12 декабря) 1892 года.

## Публикации
Наиболее значимыми произведениями являются:
- 1851 — «Владимирская губерния в сельскохозяйственном отношении».
- 1853 — «Садоводство Владимирской губернии» // «Труды Вольного экономического общества».
- 1857 — «Леса Владимирской губернии».
- 1858 — поместил в «Земледельческой газете» заметки по вопросу об общинном владении и об улучшении быта помещичьих крестьян[1].
- 1859 — в «Сельском Благоустройстве» появилась обширная статья Дубенского: «О производительности, доходности и ценности земель Владимирской губернии». Эта статья представляла ценный материал для историка дореформенного хозяйства. Внимательное рассмотрение различных систем хозяйственной организации, вычисление крестьянского бюджета и нормы помещичьего дохода привели автора к выводу, что только 45,5 проц. крепостного населения «живут в разряде богатых, исправных и небедных, а 54,5 проц. живут в скудных, изнуренных и разоренных».
- 1864 — «Одноконные или двуконные плуги пригоднее для русского земледелия?»